# Gonolobus lanugiflorus
Gonolobus lanugiflorus är en oleanderväxtart som beskrevs av R. E. Woodson. Gonolobus lanugiflorus ingår i släktet Gonolobus och familjen oleanderväxter. Inga underarter finns listade i Catalogue of Life.